# Renault R35
El Renault R35, abreviación de Char léger Modèle 1935 R o R 35, era un tanque ligero de infantería francés utilizado durante la Segunda Guerra Mundial. Diseñado a mediados de la década de 1930, fue el más numeroso tanque francés en las primeras etapas del conflicto. También fue empleado por otros ejércitos de la época, inclusive el Ejército polaco.

## Desarrollo
El plan de rearme de 1926 preveía la introducción de un char d'accompagnement (tanque de acompañamiento, en francés), un tanque ligero barato producido en serie para reemplazar a los anticuados FT-17 de la Primera Guerra Mundial y capaz de apoyar los ataques con divisiones de infantería tras las líneas enemigas, visto entonces como el único método de guerra moderna viable para las unidades no motorizadas. El Ejército francés solo tenía los medios necesarios para motorizar unas cuantas divisiones selectas. En 1930, este plan fue reemplazado por uno nuevo, que contenía especificaciones más precisas. El primer tanque en ser desarrollado para cumplir estas especificaciones, el Char D1, demostró ser costoso y pesado. En 1933 Hotchkiss ofreció una solución alternativa: el posterior Hotchkiss H35. Debido a razones políticas, esta propuesta fue remitida al Plan 1933 y todas las empresas francesas fueron invitadas en agosto de 1933 a sugerir posibles modelos. Respondieron catorce empresas (entre las cuales figuraba Delaunay-Belleville) y cinco de estas enviaron un prototipo: Hotchkiss, Compagnie Général de Construction des Locomotives, Atelier de construction de Puteaux (APX), FCM y el primer productor francés de tanques: Renault. Temiendo que su rival Hotchkiss le quitaría su título, Louis Renault se apresuró en construir un vehículo; había avanzado a tal punto, que los cambios en la especificación del blindaje emitidos el 21 de junio de 1934 respecto al aumento del espesor de 30 a 40 mm no pudieron ser implementados. El 20 de diciembre de 1934, Renault fue el primero en enviar un prototipo (con el nombre de Renault ZM) a la Commission de Vincennes.
Este vehículo fue reequipado en la primavera de 1935 con un blindaje más grueso y una torreta estándar APX, acoplada por el Atelier de Rueil entre el 18 y el 25 de abril. El prototipo todavía se hallaba en pruebas cuando las tensiones internacionales aumentaron debido al rearme alemán. Esto provocó una urgente demanda por agilizar la modernización de la flota de tanques franceses. El ZM iba a ser inmediatamente puesto en producción. El 29 de abril de 1935 se ordenaron 300 unidades, incluso antes de que el modelo final fuese terminado, a un precio de 190.000 francos por chasis (desarmado, sin motor y sin torreta, el precio promedio de exportación era de alrededor de 1.400.000 francos en 1939, lo que equivaldría a 32.000 dólares según los estándares de 1939). Los primeros vehículos producidos en serie fueron suministrados el 4 de junio de 1936 y tuvieron que ser extensivamente probados de nuevo, porque eran diferentes del prototipo.

## Descripción

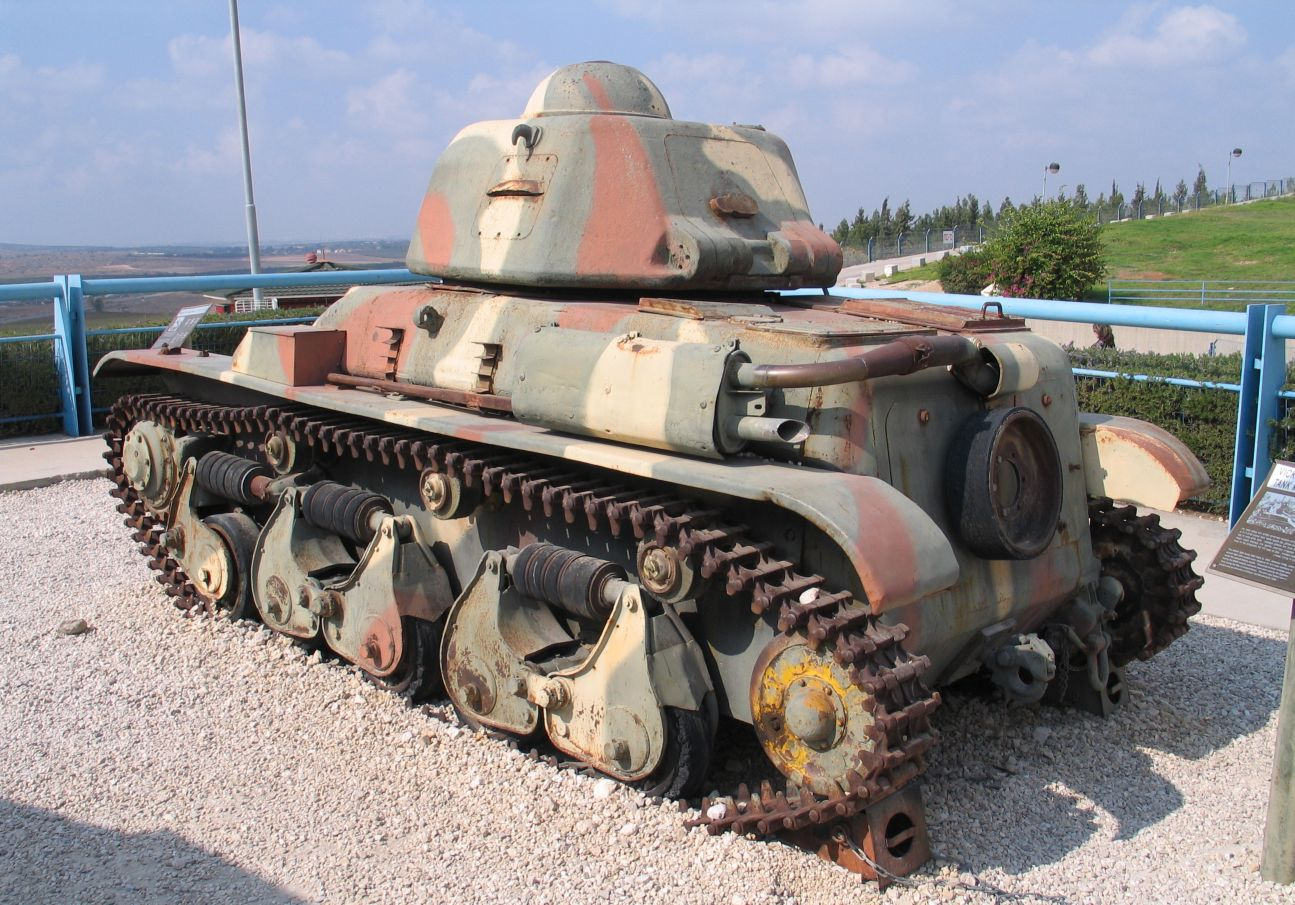
Detalle de la torreta de un Renault R35. La escotilla en la parte posterior de esta es claramente visible.

Para ahorrar tiempo, Renault se basó en el sistema de suspensión y las orugas de la AMR 35 (Automitrailleuse de Reconnaissance Modèle 1935 Renault ZT; Autoametralladora de Reconocimiento Modelo 1935 Renault ZT, en francés) que había sido diseñado para la caballería. Tenía 5 ruedas de rodaje a cada lado, equipadas con muelles planos horizontales como las del AMC 35. 
El chasis, con una longitud de 4,02 m, estaba formado por tres piezas moldeadas, con un espesor máximo de 43 mm, que estaban remachadas entre ellas. El peso total era de 10,6 toneladas (9,8 toneladas sin combustible ni munición). La pieza del fondo llevaba a cada lado una rueda delantera con suspensión independiente, dos bogies y la rueda impulsora en la parte frontal. Los diferenciales y la caja de cambios se hallaban en el lado derecho de la pieza frontal. El tanque viraba mediante un diferencial Cletrac con cinco piñones y accionando los frenos. El conductor iba sentado a la izquierda y tenía dos escotillas. El motor Renault V-4 de 85 CV estaba en el lado derecho posterior, con el tanque de combustible autosellante de 166 l a su izquierda. Su velocidad máxima sobre carretera era de 20 km/h y tenía una autonomía de 130 km. La velocidad a campo través no sobrepasaba los 14 km/h y el consumo de combustible era de 212 l/100 km. A partir de 1940 en adelante, los Renault R35 fueron equipados con colas AMX para ayudarles a cruzar trincheras.  
La torreta hexagonal moldeada APX tenía una cúpula giratoria con un espesor de 30 mm y rendijas de visión verticales (el punto límite de los 2,13 m), pero tenía que rotarse con una manivela o por el peso del comandante, el único miembro de la tripulación que iba en ella. A veces se instalaba extraoficialmente un asiento en la torreta, pero generalmente el comandante iba de pie. En la parte posterior de la torreta había una escotilla que se abría hacia abajo, pudiendo emplearse como asiento para mejorar la observación. Los primeros vehículos iban equipados con la torreta APX-R (equipada con la mira telescópica L713) armada con el cañón de caña corta Puteaux L/21 SA 18 de 37 mm (estos primeros lotes fueron obtenidos de los tanques FT-17, que fueron reconstruidos como vehículos auxiliares) y la ametralladora para fortificaciones MAC M31 de 7,5 mm. El cañón tenía una pobre capacidad de penetrar blindaje: apenas 12 mm a 500 m. Después se instaló la torreta APX con el mismo cañón, pero con la mejorada mira telescópica L739 y la ametralladora estándar MAC 31 "Reibel" de 7,5 mm, porque se produjeron retrasos en el suministro de la ametralladora original. La producción de torretas también tuvo muchos retrasos, por lo cual solamente 37 de los primeros 380 chasis producidos en 1936 pudieron ser equipados con una torreta, reduciendo la producción a 200 unidades anuales. Los casquillos de los cartuchos disparados por la ametralladora (de un total de 2400 cartuchos) iban a través de un ducto y caían por un agujero abierto en el piso del tanque. La munición para el cañón estaba compuesta por 42 proyectiles antiblindaje y 58 proyectiles de alto poder explosivo.        
El R35 inicialmente no tenía equipo de radio, excepto los tanques del segundo batallón del 507e Régiment de Chars de Combat (comandado por Charles de Gaulle), aunque el R40 ya venía equipado con el radio ER 54. Sin embargo, esto añadió otra tarea más al ya sobresolicitado comandante, que también debía cargar, apuntar y disparar el cañón.   
Por lo demás, el Ejército francés utilizaba (en el caso del R35, pero también con todos los tanques en general) unas tácticas anticuadas: en lugar de acercarse al enemigo con una gran formación de ataque de tanques, se efectuaban asaltos en pequeños grupos, del tamaño de un batallón, es decir, prácticamente en solitario, desperdiciando la posibilidad de concentrar la potencia de fuego sobre el enemigo.
Estas tácticas obsoletas, junto a un armamento pobre, con el añadido de la deficiencia en tripulación, condujeron rápidamente al final del tanque R35 como vehículo operativo.

## Renault R40 y otros proyectos
Ya era evidente en 1937 que el sistema de suspensión original era ineficaz y poco fiable.
Tras varias pruebas fue reemplazado en el lote de serie de 1940, después de que 1540 tanques fueran construidos con el sistema original, con un sistema AMX que empleaba doce ruedas equipadas con seis muelles verticales (AMX era el nuevo nombre de la división militar de Renault, nacionalizada el 2 de diciembre de 1936). Casi al mismo tiempo se introdujo la radio y un cañón más potente. El cañón de caña larga L/35 SA28 de 37 mm en la torreta moldeada adaptada APX-R1 (con mira telescópica L767) le ofrecía una mejor capacidad antitanque: penetraba 40 mm de blindaje a 500 metros. La nueva combinación fue llamada Char léger modèle 1935 R modifié 1939, pero era corrientemente conocida como Renault R40. Fue suministrado a tiempo para equipar un batallón de la 10.ª Brigada Polaca de Caballería Blindada del Ejército polaco en Francia y a los dos últimos batallones de tanques franceses que se formaron. Se quiso equipar al R40 con la torreta soldada FCM en la segunda mitad de 1940, al mismo tiempo que se rearmaban todos los R35 existentes con el cañón SA38 y se elevaba la producción del R40 a 120 unidades al mes durante la duración de la guerra. A partir de enero de 1940, los vehículos de los comandantes de las unidades de tanques fueron gradualmente rearmados con el cañón de caña larga; aunque se dio prioridad absoluta a los tanques que servían en las divisiones blindadas, que eran del modelo Hotchkiss, de los 237 comandantes de sección, compañía y batallón disponibles en modelo Renault, que solamente recibieron unos cuantos tanques "R39". La única excepción oficial a la regla era que los tanques Hotchkiss debían ser modificados primero, mediante una orden emitida el 12 de febrero de 1940 que precisaba reemplazar las torretas de 24 tanques de infantería, sin especificar el modelo, presentes en los arsenales o escuelas de conductores para obtener torretas viejas que equiparían los tanques R35 de exportación. Al mismo tiempo se llevó a cabo un programa acelerado para producir 200.000 proyectiles AP para el cañón de caña corta, ya que solamente había reservas mínimas de este tipo de munición.
Se proyectaron varios transportadores de fajina basados en el R35: estos tenían marcos u otros mecanismos para llevar una fajina montados sobre el chasis o la torreta, la cual se dejaba caer en una trinchera para que otros vehículos pudiesen pasar.

## Dotaciones

### Entregas a los ejércitos de defensa territorial el 1 de abril de 1940
- En septiembre de 1939, tan solo había 17 batallones: los 1.º, 2.º, 3.º, 5.º, 9.º, 10.º, 12.º, 16.º, 17.º, 20.º, 21.º, 22.º, 23.º, 24.º, 34.º, 35.º, 39.º BCC;
- 880 en 20 batallones el 1 de abril de 1940: los 6.º y 32.º BCC (batallones de tanques), que, tras su movilización, habían sido dotados de vehículos de inferior calidad, recibieron los R35 en septiembre-octubre de 1939, y el 43.º, de nueva formación, estaba completado en enero de 1940, lo que completaba un total de 880 tanques funcionales y 13 en reparación en talleres, es decir, un déficit de 7 tanques sobre los 900 teóricos;
- 98 tanques en los depósitos de las escuelas (de los que 39 en la ECC (Escuela de Tanques) de Versalles y 10 en el CPTICC (Centro Práctico de Tiro e Instrucción de Tanques);
- 6 tanques en los batallones de maniobra: se trataba de batallones en formación, los 40.º, 44.º y 48.º BCC, que provisionalmente estaban equipados con tanques FT-17 y algunos tanques modernos, reservados para la instrucción;
- 60 tanques disponibles en el ERGM (Depósito de Reserva General de Material) ubicado en Gien, así como en manos de los constructores;
- 6 tanques en reparación en los talleres de los constructores;
- 2 tanques destruidos.

Total general en Francia el 1 de abril de 1940: 1063

### Entregas a las tropas de defensa territorial el 1 de mayo de 1940
La situación detallada para el 1 de mayo de 1940 no consta en los archivos militares, pero puede reconstruirse más o menos así:
- aproximadamente 80 tanques en fabricación el mes de abril;
- los 44.os, 40.º y 48.º BCC no fueron equipados sino a mediados de mayo.

### Entregas en ultramar el 1 de abril de 1940
- 30 tanques, repartidos en 2 compañías del 62.º BCC en Marruecos.
- 95 tanques en Siria: había dos batallones, el 63.º no tenía más que una compañía de R35 en septiembre de 1939, los otros dos, equipados al momento de su movilización con tanques Renault FT-17, fueron dotados con R35 en febrero de 1940. Igualmente, el 68.º BCC fue equipado con 50 tanques procedentes de un lote destinado al Ejército de Polonia, que no pudo ser suministrado a tiempo antes de la guerra.

## Historial de combate

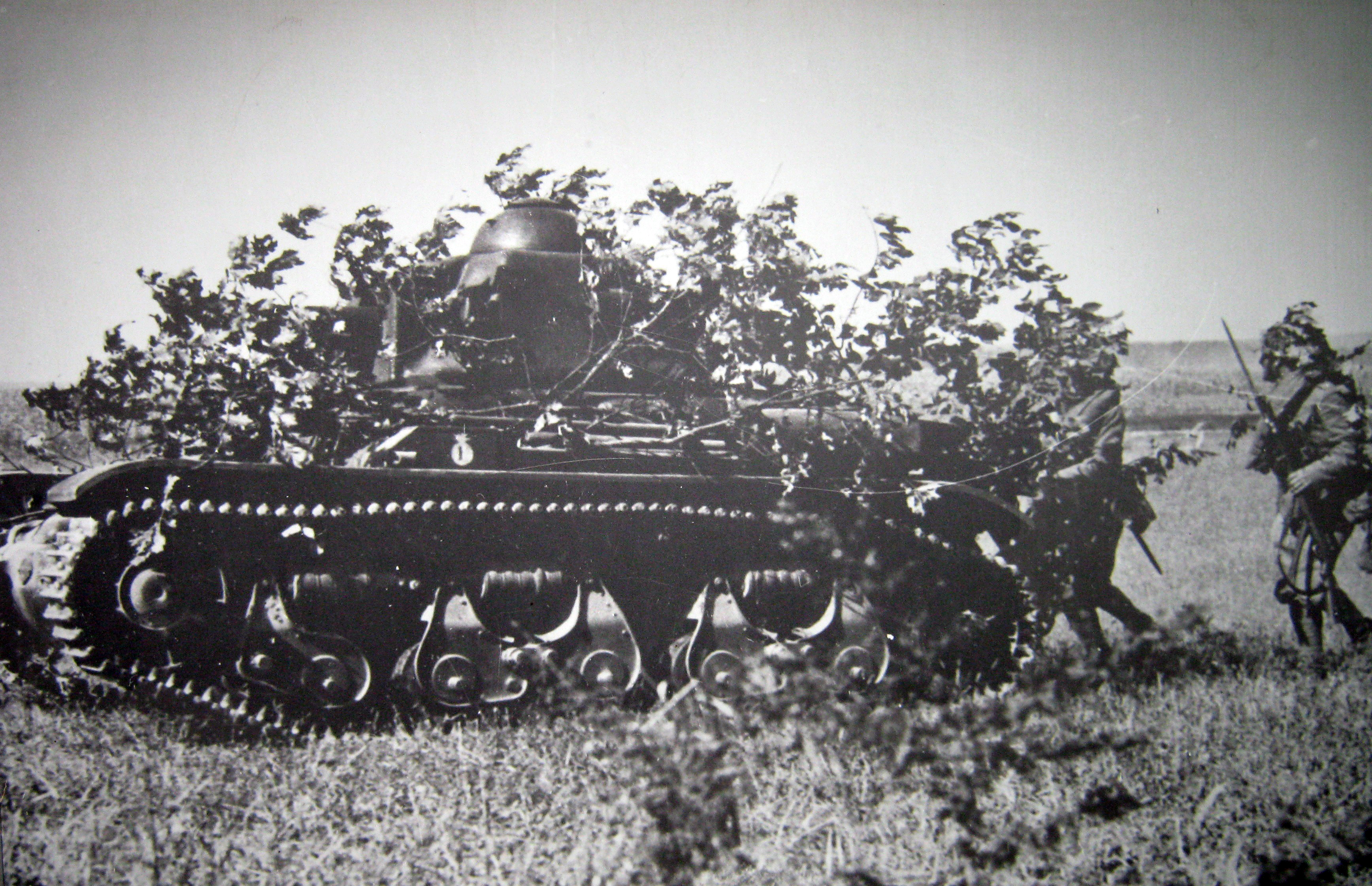
Un R35 participando en unas maniobras del Real Ejército Yugoslavo en Torlak, 1940.

El R35 intencionaba reemplazar al FT-17 como tanque ligero de infantería estándar desde el verano de 1936, pero incluso en mayo de 1940 no se habían instruido suficientes reclutas y se tuvieron que mantener ocho batallones equipados con el viejo tanque. El 1 de septiembre de 1939, al estallar la guerra, se habían suministrado 975 tanques de los 1.070 producidos; 765 fueron distribuidos a los batallones de tanques franceses, 49 fueron empleados para entrenamiento, 33 se almacenaron como reservas y 45 se hallaban distribuidos en diversas colonias. De un encargo total de 2.300, se produjeron por lo menos 1.601 tanques hasta el 1 de junio de 1940 - los datos de producción de aquel mes se han perdido - de los cuales 245 fueron exportados a: Polonia (50), Turquía (100; en dos lotes de 50 cada uno, en febrero y marzo de 1940), Rumania, (41, de un encargo de 200) y Yugoslavia (54). Es probable que los tanques exportados a Yugoslavia no estén incluidos en la producción total de 1.601 unidades, haciendo que la producción haya sido en general de 1.685 unidades; los números de serie empleados indican una producción de al menos 1.670 tanques.  

### Francia
El 10 de mayo de 1940, el R35 equipaba 21 batallones de 45 tanques cada uno en Francia. Por lo tanto, las unidades de primera línea tenían 945 tanques R35/R40 disponibles. Estos 900 tanques fueron inicialmente repartidos por el Ejército en Groupements de Bataillons de Chars formaban los siguientes batallones:   
- VIIe Armée
  - GBC 510
    - 9eBCC (R35)
    - 22BCC (R35)
- Ie Armée
  - GBC 515
    - 13BCC (H 35)
    - 35BCC (R35)

  - GBC 519
    - 38BCC (H35)
    - 39BCC (R35)
- IXe Armée
  - GBC 518
    - 6eBCC (R35)
    - 32BCC (R35)
    - 33BCC (FT-17)
- IIe Armée
  - GBC 503
    - 3eBCC (R35)
    - 4eBCC (FCM-36)
    - 7eBCC (FCM-36)
- IIIe Armée
  - GBC 511
    - 5eBCC (R35)
    - 12BCC (R35)

  - GBC 513
    - 29BCC (FT-17)
    - 51BCC (Char 2C)

  - GBC 520
    - 23BCC (R35)
    - 30BCC (FT-17)

  - GBC 532
    - 43BCC (R35)
- IVe Armée
  - GBC 502
    - 20BCC (R35)
    - 24BCC (R35)

  - GBC 504
    - 10BCC (R35)
    - 343 CAC (FT-17)
    - 344 CAC (FT-17)
- Ve Armée
  - GBC 501
    - 1rBCC (R35)
    - 2eBCC (R35)
    - 31BCC (FT-17)

  - GBC 508
    - 21BCC (R35)
    - 34BCC (R35)

  - GBC 517
    - 19BCC (Char D2)
- VIIIe Armée
  - GBC 506
    - 16BCC (R35)
    - 36BCC (FT-17)
    - 17BCC (R35)
    - 18BCC (FT-17)
- Armée des Alpes
  - GBC 514

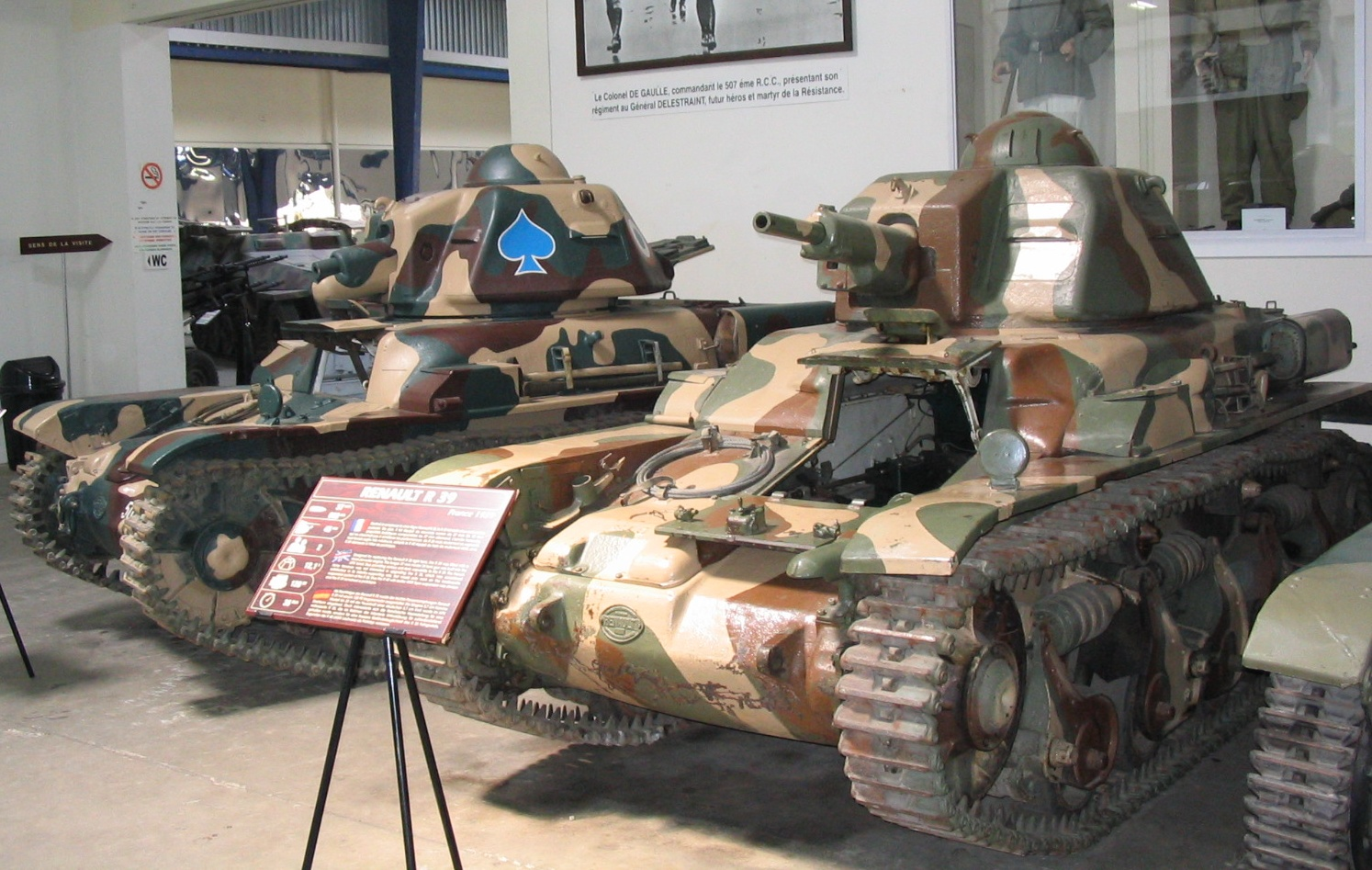
El "R39" del Musée des Blindés de Saumur, junto a un R35. Obsérvese el cañón de caña larga, en este caso una conversión de posguerra hecha para la Gendarmerie.

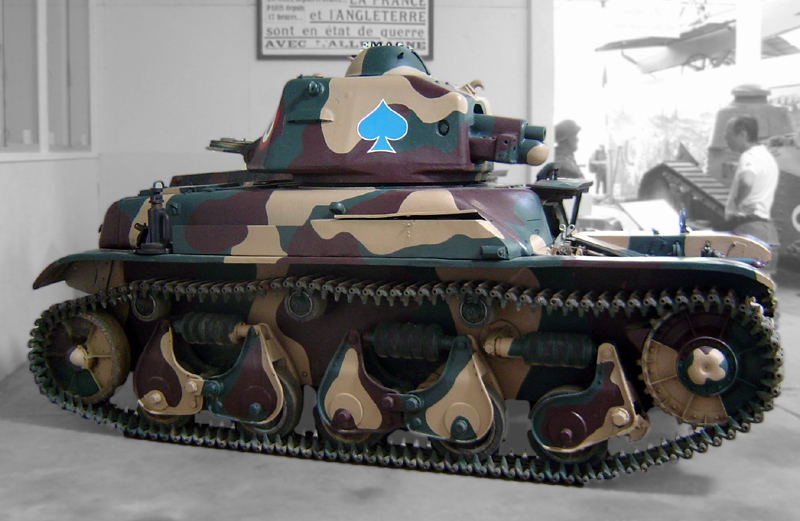
El R35 de Saumur.

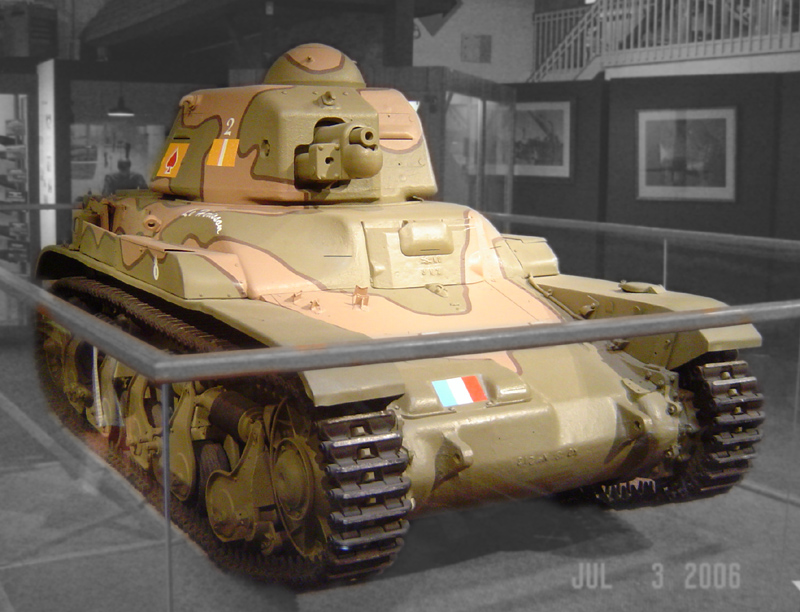
El R35 de Aberdeen.

    - Bataillon de Chars des Troupes Coloniales (FT-17)

Estas unidades equipadas solamente con tanques no tenían complementos de infantería o artillería, por lo cual debían cooperar con divisiones de infantería. Sin embargo, 135 tanques (de los batallones 2, 24 y el nuevo 44) fueron repartidos el 15 de mayo a la 4.ª DCR (Division Cuirassée de Réserve) provisional. Dos nuevos batallones más, el 40.º y el 48.º Bataillion de Chars de Combat (BCC), a pesar de no haber completado el entrenamiento, fueron empleados para reforzar a la 2.ª DCR. El primero estaba equipado con 15 tanques R35 y 30 tanques R40, mientras que el segundo tenía 16 tanques R35 y 29 tanques R40, lo que aumentaba la fuerza operativa a 1035 tanques. Los batallones 1.º y 2.º de la 10.ª Brigada Polaca de Caballería Blindada, entrenados inicialmente con tanques FT-17, también fueron equipados con 17 tanques R-35 y unos 24 tanques R40 a finales de mayo; en junio se devolvieron los R40, que fueron reemplazados por 28 tanques nuevos del mismo modelo. Al mismo tiempo, los batallones 1, 6, 25, 34 y 39 fueron empleados para reconstituir la 1.ª DCR, 10 BCC reforzaron a la 3.ª DCR y 25 BCC fueron reconstituidos con 21 tanques R35 y 24 tanques R40 (anteriormente empleados por los polacos). Igualmente se suministraron 300 tanques de las reservas a estas unidades, por lo cual unos 800 tanques R35 de los 1.440 disponibles terminaron sirviendo en divisiones blindadas.
Algunos tanques R35 rearmados con cañones SA38 fueron empleados por la Gendarmerie después de la Segunda Guerra Mundial, con la designación "R39"; siendo retirados del servicio a partir de 1951 y reemplazados por el M4 Sherman.

### Colonias francesas
Dos batallones equipados con el R35 (el 63.º y el 68.º BCC), con 45 y 50 tanques respectivamente, se hallaban en Siria, mientras que 30 se hallaban en Marruecos con el 62.º BCC (26 en servicio y 4 en reserva). Los tanques acantonados en Siria lucharon durante la invasión aliada del mandato francés en 1941, para luego ser parcialmente empleados por el 1e CCC de la Francia Libre en el norte de África durante la Operación Torch en noviembre de 1942. 

### Alemania nazi

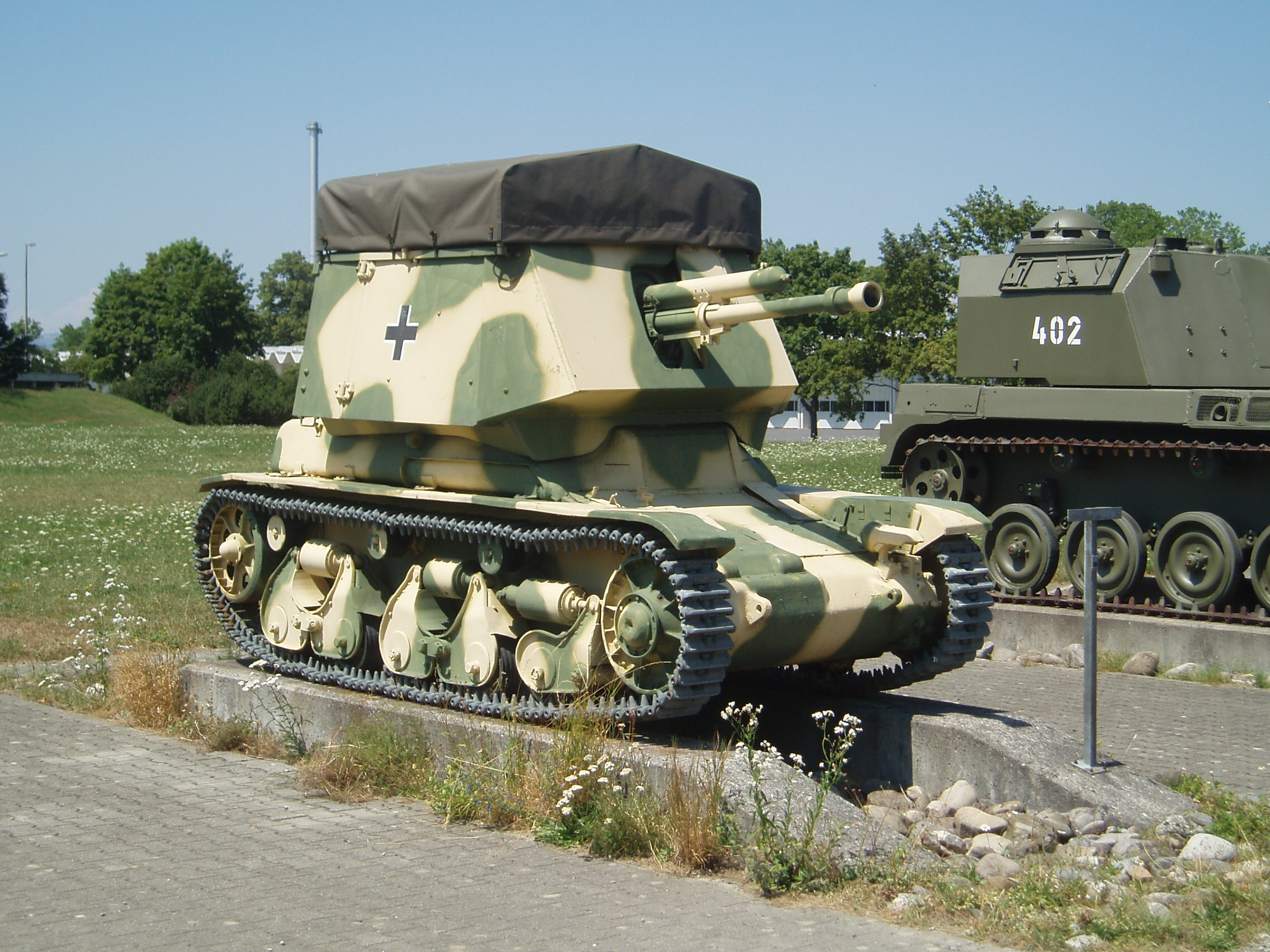
Un 4,7cm PaK(t) auf Panzerkampfwagen 35R(f) ohne Turm.

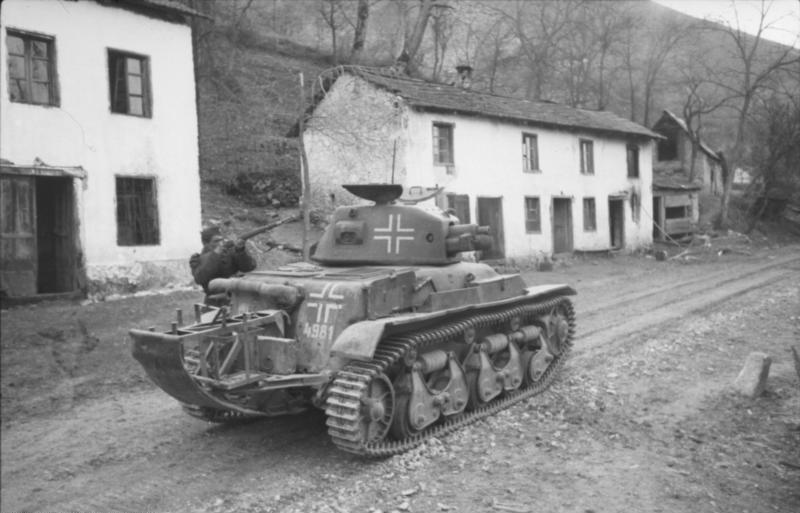
Un Renault R35 empleado por los alemanes en Yugoslavia, 1942.

La mayor parte de los R35 (843) fueron capturados tras la invasión de Francia. De estos, 131 fueron empleados sin modificar con la designación Panzerkampfwagen 35R 731 (f). La mayoría de los R35 fueron reconstruidos más tarde como tractores de artillería y transportadores de municiones retirando la torreta. Una cantidad considerable fue transformada en cazatanques armados con un cañón de 47 mm para reemplazar al Panzerjäger I: el 4,7cm PaK(t) auf Panzerkampfwagen 35R(f) ohne Turm, del cual se construyeron 174 unidades. A la versión cazatanques se le reemplazó la torreta con una superestructura blindada, armada con un cañón antitanque checoslovaco 4,7cm KPÚV vz. 38; estos vehículos fueron modificados por Alkett entre mayo y octubre de 1941, para tratar de conseguir un vehículo equivalente al Panzerjäger I. El resultado no fue tan exitoso como el citado,  principalmente a causa de la baja velocidad y sobrecargado chasis del R35. Algunos ejemplares fueron utilizado durante los inicios de la Operación Barbarroja, siendo la mayoría desplegados en territorios ocupados tales como las Islas del Canal, Países Bajos (con el Pz.Jg.Abt.657, parte de la Pz Kompanie 224) y Francia. Estos combatieron en Normadía en 1944 con la Schnelle Brigade 30 (cinco con la 3.ª Compañía del Schnelle Abteilung 517) y alrededor de Arnhem con el Pz.Jg.Abt. 657. Otros posibles usuarios incluirían a la 346 Inf. Div. en Normandía y a la 59 Inf. Div que se enfrentó a la 101 División Aerotransportada en Arnhem.[cita requerida]

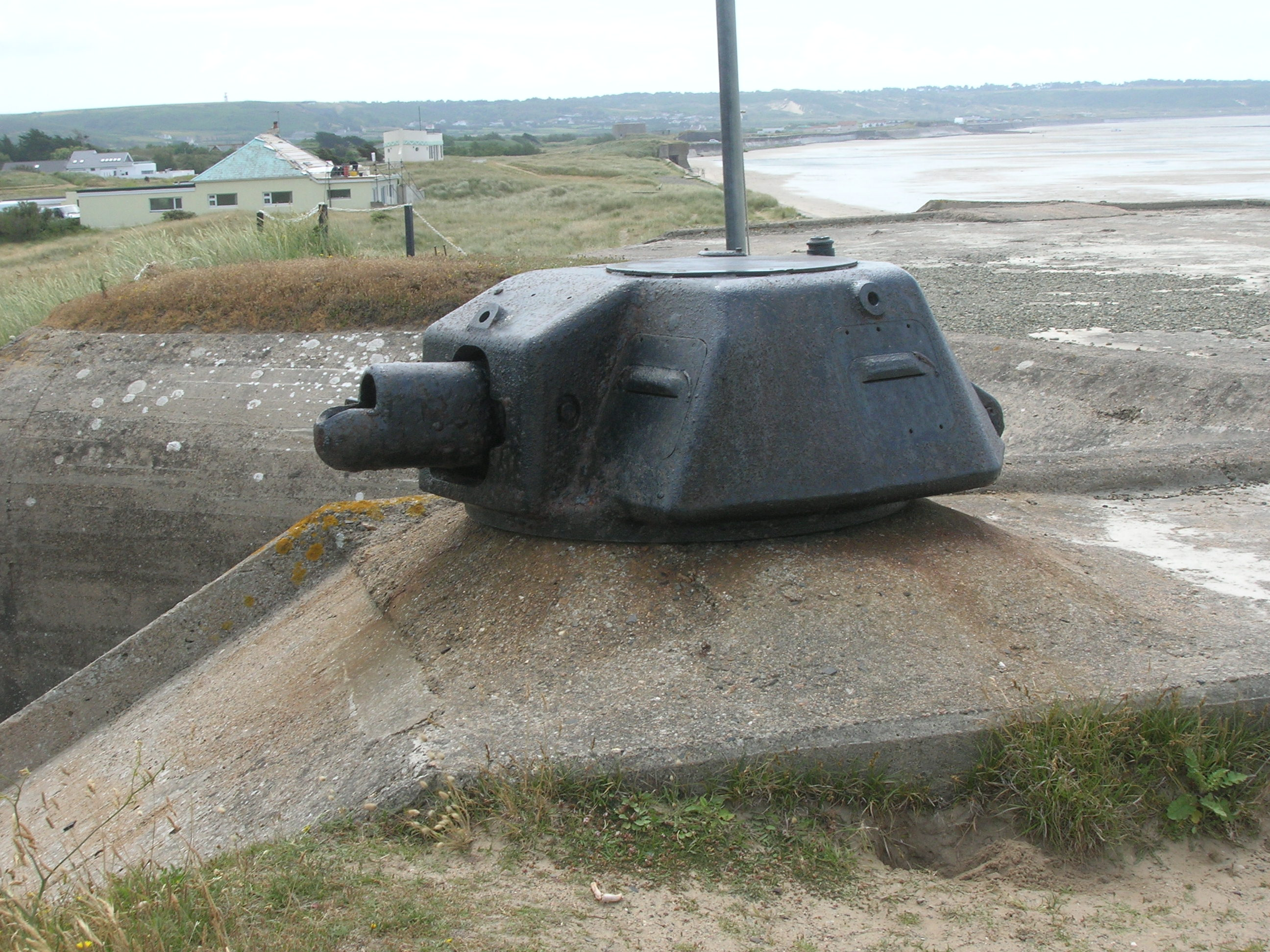
Tobruk protegiendo la entrada al búnker que hoy alberga el Museo militar de las Islas del Canal. Esta torreta originalmente estaba montada en un tobruk del Fuerte Saint Aubin, Jersey.

Algunas de las torretas retiradas de los tanques fueron empleadas en posiciones defensivas conocidas como tobruk. Esto le ofrecía al tobruk una mayor potencia de fuego, además de proteger al artillero de balas y esquirlas.[cita requerida]
Catorce tanques R35 fueron empleados para entrenar conductores, en el 100.º Batallón Panzer de Repuesto del 7.º ejército alemán en 1944. El 6 de junio de 1944, estos se hallaron entre las primeras unidades Armee Reserve enviadas al combate cerca de Sainte-Mère-Église para hacer frente a las tropas aerotransportadas estadounidenses. Apoyando el contraataque del 1057º Regimiento de Granaderos, los tanques R35 alcanzaron el puesto de mando del 1.º Batallón del 505.º Regimiento de Infantería antes de ser destruidos por disparos de bazuca.[cita requerida]

### Italia
El Regio Esercito recibió 124 R35, con los cuales el 4° Regimiento de Tanques formó dos batallones. Ambos batallones fueron asignados al 131° Regimiento de Tanques, que fue desplegado en Sicilia en enero de 1942. Allí, un batallón fue asignado al XII° Cuerpo de Ejército para defender la costa occidental de la isla, mientras que el segundo batallón se unió al XVI° Cuerpo de Ejército para defender la costa sur de la isla. Este último empleó algunos de sus R35 en la defensa de Gela contra los US Rangers. El 5° Batallón del Regimiento de Yorkshire Oriental fue atacado por cinco R35 mientras avanzaba hacia Sortino; cuatro fueron rápidamente puestos fuera de combate, pero el quinto continuó avanzando a través del batallón hasta que fue puesto fuera de combate por un cañón autopropulsado M7 Priest de 105 mm cerca de Floridia.

### Otras fuerzas de la Segunda Guerra Mundial
Otros tres tanques polacos huyeron a Hungría a finales de 1939. 
Suiza obtuvo más de 12 tanques R35 que habían escapado de Francia.
Algunos de los tanques capturados fueron cedidos o vendidos a los aliados de Alemania. Bulgaria recibió unos 40.
Después de la victoria alemana en Yugoslavia en 1941, el Estado Independiente de Croacia obtuvo algunos R35 que no fueron destruidos mientras combatían contra la 11. Panzerdivision el 13 y 14 de abril. 

### Polonia
El ejército polaco compró en 1938 dos tanques R35 para su evaluación. Tras una serie de pruebas, se dictamino que el diseño era completamente poco fiable y se decidió comprar tanques Somua S-35 en su lugar, propuesta rechazada más tarde por el gobierno francés.
Sin embargo, con la aparente amenaza de una guerra y el insuficiente ritmo de producción del tanque ligero polaco 7TP, en abril de 1939 se decidió comprar cien tanques R35 como medida de emergencia. Los cincuenta primeros (algunas fuentes reducen su número a 49) llegaron a Polonia en julio de 1939, junto a tres tanques Hotchkiss H35 que habían sido comprados para ser evaluados. La mayor parte fueron puestos en servicio con el 12.º Batallón Blindado, con base en Łuck. Durante la Invasión de Polonia, 45 tanques R35 formaron el núcleo del recientemente creado 21.er Batallón de Tanques Ligeros, que a su vez era parte de la reserva general del Comandante en Jefe. Esta unidad debía defender la Cabecera de puente rumana, pero fue dividida tras la invasión soviética de Polonia el 17 de septiembre; 34 tanques fueron retirados a Rumania, mientras que los restantes fueron puestos en servicio con el improvisado Grupo Operativo Dubno y participaron en las batallas de Krasne y Kamionka Strumiłowa. Además, se agregaron seis tanques a la 10.ª Brigada de Caballería Motorizada. El segundo embarque de tanques R35 no llegó a Polonia antes del estallido de la Segunda Guerra Mundial, por lo cual fue redireccionado a Siria en octubre de 1939.

### Rumania
Como parte de su programa de rearme de finales de la década de 1930, Rumania buscaba obtener una licencia para producir localmente 200 tanques de infantería Renault R35. Para inicios de 1938, las negociaciones para instalar una fábrica que produciría los tanques R35 se hallaban en un estado bastante avanzado. Pero las propias necesidades de rearme de Francia detuvieron cualquier intento de continuarlas. Como medida interina, entre agosto y septiembre de 1939 se suministraron 41 tanques R35 al Real Ejército rumano. A fines de septiembre de 1939, 34 nuevos tanques R35 llegaron al arsenal rumano cuando el 21.er Batallón de Tanques Ligeros (Batalion Czołgów Lekkich, o BCL en polaco) prefirió cruzar la frontera antes que ser capturado por los alemanes tras la conquista de Polonia. Con un total de 75 tanques, el 2.º Regimiento de Tanques se expandió en dos batallones.
Después de la Batalla de Stalingrado, se demostró que los R35 rumanos precisaban una importante mejora de su capacidad antitanque. Inicialmente, se reemplazó la torreta de un R-35 del 2° Regimiento de Tanques de la 1.ª División de Tanques con la torreta de un T-26 capturado. En enero de 1943, finalmente se decidió conservar la torreta francesa con blindaje más grueso. Por lo tanto, el cañón de 45 mm del T-26 fue adoptado como un reemplazo del cañón original de 37 mm. El cañón soviético fue instalado en la torreta francesa con ayuda de una extensión que contenía el mecanismo de retroceso del cañón de 45 mm. La desventaja de esta era que ya no había suficiente espacio en la torreta para mantener la ametralladora coaxial, por lo que fue retirada. Los tanques actualizados entraron en servicio como cazatanques, con la designación Vânătorul de care R35, habiéndose modificado 30 R35 en la fábrica Leonida de Bucarest. Los cañones soviéticos 20-K 45 mm fueron obtenidos de tanques T-26 y BT-7 capturados. A los cañones se les dio mantenimiento en el Arsenal de Târgoviște, mientras que sus nuevos afustes fueron fabricados en los Talleres Concordia de Ploiești. Estos vehículos estuvieron en servicio hasta el final de la guerra. Una importante cantidad de las piezas originales de fabricación francesa, tanto de los R35 originales como de los modificados, fue reemplazada por piezas de fabricación rumana entre 1941 y 1942. Las fábricas rumanas producían piñones, cardanes, orugas, nuevas ruedas de rodaje con llanta de acero y culatas. Las ruedas de rodaje eran de diseño local, pudiendo ser diez veces más durables. A estas se les añadían los afustes para cañones de 45 mm, agregados como extensiones de la torreta, que contenían el mecanismo de retroceso. Por lo tanto, los R35 rumanos modificados tenían una gran cantidad de piezas de producción local en su casco, transmisión y torreta.
El 19 de julio de 1944, el Real Ejército Rumano tenía 60 R35 en su inventario, de los cuales 30 habían sido rearmados con cañones de 45 mm.

### Yugoslavia
A comienzos de la década de 1930, el Real Ejército Yugoslavo comenzó un proceso de reforma de sus dos divisiones de caballería, unir un regimiento motorizado a cada división con vehículos blindados como tanques ligeros o tanquetas, para lo que adquirió en Francia algunos Renault FT y Renault-Kegresse M-28. El estallido de la Segunda Guerra Mundial, hizo casi imposible para el Real Ejército Yugoslavo adquirir nuevos vehículos blindados en cualquier lugar de Europa. Sin embargo, ante la continua insistencia de la delegación militar yugoslava, finalmente, a principios de 1940, el ejército francés autorizó la venta de 54 R35 que fueron recibido en abril de 1940, siendo entregados al recién formado 2.º Batallón de Vehículos de Combate 3 de mayo de 1940
Tras la victoria alemana sobre Yugoslavia en 1941, el Estado Independiente de Croacia obtuvo algunos tanques R35 que no habían sido destruidos en combate contra la 11. Panzerdivision el 13 y 14 de abril.

### Siria y Líbano

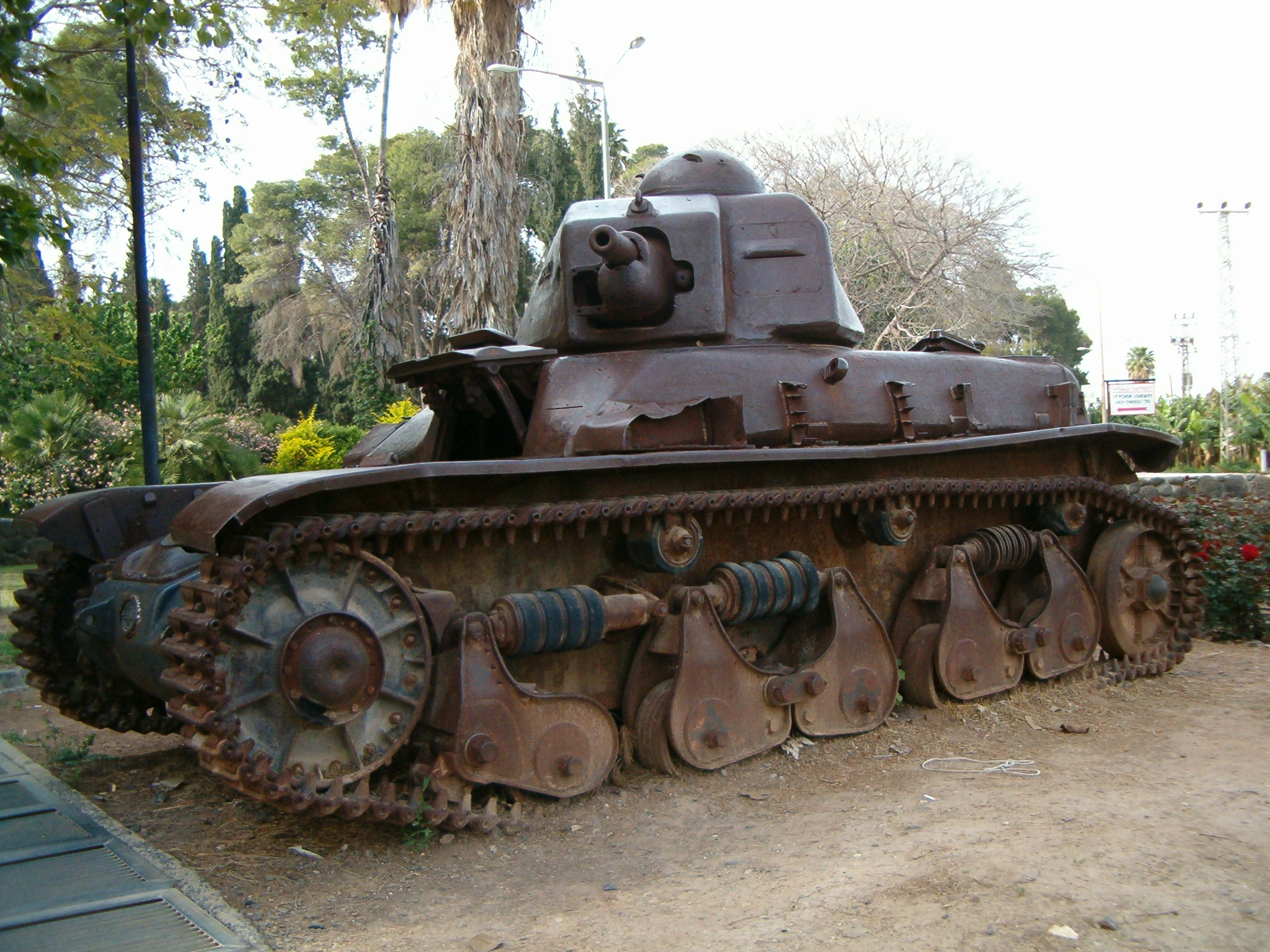
Un R35 sirio, puesto fuera de combate en Degania.

Dos batallones estaban desplegados en el Mandato francés de Siria con 50 tanques. Estos ejemplares lucharon contra la invasión aliada de 1941 en la llamada Campaña de Siria y Líbano, mientras que algunos tanques capturados fueron usados por las fuerzas la Francia Libre y el 2/6° Regimiento de Caballería Comando australiano (cuatro R35). Los del norte de África lucharon en la Operación Torch. 
El R35 fue empleado en combate por los sirios, cuando 5 tanques R35 atacaron sin éxito el kibutz Degania en Galilea el 20 de mayo de 1948. Los defensores del kibutz, armados con un fusil antitanque de 20 mm y cócteles Molotov, lograron poner fuera de combate tres tanques R35 y forzaron a las fuerzas restantes a retirarse. Uno de los R35 puesto fuera de combate se encuentra hoy cerca del kibutz, como un memorial de la guerra árabe-israelí de 1948. Una investigación llevada a cabo por las FDI en 1991, demostró que este R35 fue puesto fuera de combate por un proyectil de PIAT.
Estos ejemplares habían pertenecido al parque de los dos batallones de tanques desplegados allí, cuando Siria y el Líbano eran un mandato francés. El Ejército libanés también tuvo entre sus filas algunos R35. Algunos de los tanques libaneses fueron rearmados con un cañón británico de 40 mm, siendo empleados durante la Crisis del Líbano de 1958.

## Usuarios
- Francia
- Alemania nazi
- Bulgaria
- Italia
- Líbano
- Polonia
- Reino de Rumania
- Reino de Yugoslavia
- Siria
- Suiza
- Turquía